# Francisco Acuña de Figueroa
Francisco Acuña de Figueroa (ur. 3 września 1791 w Montevideo, zm. 6 października 1862 tamże) – urugwajski poeta, autor tekstów do hymnów Urugwaju i Paragwaju. Ważna postać literatury pierwszego z tych krajów. Tworzył w czasach, gdy narodowość urugwajska określała się i kształtowała obok argentyńskiej.

## Życiorys i twórczość
Ojciec wysłał go na studia w Buenos Aires, skąd powrócił w 1810 z powodu inwazji na miasto. Po powrocie do Montevideo podjął pracę i zaczął pisać pierwsze wiersze. W 1814, w wieku 24 lat, został wygnany na portugalski dwór w Rio de Janeiro, gdzie pełnił różne dyplomatyczne funkcje dla Hiszpanii. Cztery lata później powrócił do swojego rodzinnego miasta, by tam objąć rolę dyrektora Biblioteki Narodowej. Do historii przeszedł jako autor tekstu do hymnu Urugwaju, który napisał w  1828, a w 1845 prezydent Fructuoso Rivera oficjalnie go zatwierdził. Zmarł w 1862 w  Montevideo na udar mózgu.
Poeta, autor sztuk teatralnych, fraszek, tłumacz łacińskich wierszy czy „Marsylianki”. Czerpał z hiszpańskich wzorców neoklasycznych: Juana Bautista Arriaza, Félixa Maríi de Samaniego, czy Tomása de Iriarte. Jego utwory charakteryzował łatwy język, częsty humor i dowcip, wyśmiewanie osób oraz instytucji publicznych. Mimo lekkości formy, dzieła Figueroa niosły ze sobą przesłanie. Poza działalnością poetycką, zajmował się krytyką literacką. Wiele z jego dzieł zachowało się w oryginale w urugwajskiej Bibliotece Narodowej, w tym hymn Paragwaju.